# DJ Jurgen
DJ Jurgen (nacido como Jurgen Rijkers, el 13 de febrero de 1967, en Delft, Holanda Meridional, Países Bajos) es un disc jockey, mezclador, productor y artista neerlandés.
Fue conocido por producir con Alice DeeJay con su hit internacional de estilo dance, "Better off Alone" en 1999; y su hit 2000 Eurodance "Higher & Higher", junto con la vocalista Karen Shenaz David.
Jurgen aún sigue como DJ, realizando ocasionalmente presentaciones públicas, aunque no ha sacado ningún material.